# AIMETA
L'AIMETA (Associazione Italiana di Meccanica Teorica ed Applicata) riunisce i cultori della Meccanica nei suoi vari indirizzi: teorico, sperimentale, tecnico, e applicativo. I suoi soci sono suddivisi in cinque sezioni caratterizzanti l'ambito culturale in cui essi operano: 
- Meccanica generale
- Meccanica dei fluidi
- Meccanica delle macchine
- Meccanica dei solidi
- Meccanica delle strutture

Gli interessi dell'associazione spaziano nei campi della Meccanica razionale e della Fisica matematica, come della Meccanica applicata, Scienza delle costruzioni, Idraulica, Aerodinamica. L'AIMETA, con i suoi soci, opera anche in campi attigui a quelli che le sono propri, come quello della Biomeccanica e della Meccanica dei materiali.
All'interno dell'AIMETA operano i seguenti gruppi 
- Biomeccanica
- Cinematica e dinamica dei sistemi multibody
- Dinamica e Stabilità
- Meccanica computazionale
- Meccanica dei materiali
- Meccanica stocastica
- Tribologia

L'AIMETA indice un congresso biennale e pubblica la rivista Meccanica, il cui primo numero uscì nel 1966.